# Bucanetes
Bucanetes es un género de aves paseriformes de la familia Fringillidae. El nombre del género proviene del griego bukanetes que significa trompetista.

## Especies
Este género contiene dos especies:
- Bucanetes githagineus
- Bucanetes mongolicus